# はちくちダブルヒガシ
『はちくちダブルヒガシ』は、ダブルヒガシがパーソナリティーを務めるPodcastオリジナル番組。
制作局はラジオ関西。

## 概要
- 2022年1月9日より隔週ペースでスタート。同じくラジオ関西Podcastで配信している『マユリカのうなげろりん!!』の兄弟番組的位置づけとなる[1]。

- 番組名の「はちくち」は、ダブルヒガシが好きな言葉（文字）である「8」と「口」を組み合わせた造語[2]。

- コーナー「これええで」では、それぞれがリスナーに勧めたいものごとを紹介する[3]。

## 出演者

### パーソナリティ
- ダブルヒガシ（東良介・大東翔生）

### ゲスト
- マユリカ（#5）

## コーナー
- これええで - ダブルヒガシがオススメのものごとを紹介して、リスナーの生活に彩りを添える。
- ドジっ子東ちゃん - ツッコミ担当の東の将来してしまいそうなドジの内容を募集し、ボケ担当の大東がそのドジに対する対処をかんがえる。